# Huang Chen-Yao
Huang Chen-Yao es un deportista taiwanés que compitió en judo. Ganó una medalla de bronce en el Campeonato Asiático de Judo de 1996, en la categoría de –71 kg.

## Palmarés internacional
| Representando a China Taipéi |                              |                   |           |
| Campeonato Asiático          |                              |                   |           |
| Año                          | Lugar                        | Medalla           | Categoría |
| 1996                         | Ciudad Ho Chi Minh (Vietnam) | Medalla de bronce | –71 kg    |